# Julio A. Barberis
Julio Alberto Barberis (Buenos Aires, 12 de abril de 1936-ibídem, 6 de marzo de 2011) fue un jurista y diplomático argentino, que se desempeñó como Juez de la Corte Interamericana de Derechos Humanos entre 1990 y 1993, como así también como Embajador de la Argentina en los Países Bajos entre 1978 y 1984.

## Carrera
Egresó como Abogado de la Universidad de Buenos Aires en 1958 y posteriormente estudió en el Instituto de Altos Estudios Internacionales de Ginebra, para recibir un doctorado en Ciencias Jurídicas por la Universidad Católica Argentina en 1978. En la década de 1970 comenzó a trabajar como consejero general del Ministerios de Relaciones Exteriores de su país.
Fue miembro de la Corte Permanente de Arbitraje de La Haya entre 1977 y 1997, como así también juez del tribunal administrativo de la Organización Internacional del Trabajo.
En la década de 1990 fue miembro del tribunal arbitral formado para resolver la cuestión sobre la Laguna del Desierto, como juez de la Corte Interamericana, tribunal del que además fue juez ad hoc. Recibió un diploma al mérito de la Fundación Konex en la categoría Humanidades en 1996.